# Andoni Imaz Garmendia
Andoni Imaz Garmendia (Sant Sebastià, Guipúscoa, 5 de setembre de 1971) és un exfutbolista basc. Va ser conegut futbolísticament com a Imaz. Va jugar en el lloc de migcampista defensiu a la Reial Societat i l'Athletic Club al llarg de la dècada de 1990. Amb aquests dos equips va disputar un total de 225 partits en la Primera divisió espanyola al llarg d'11 temporades. Va ser internacional amb la selecció espanyola.

## Biografia
Andoni Imaz va néixer el 1971 a la ciutat de Sant Sebastià, tot i que va residir durant la seva infància i joventut en la propera localitat de Villabona. Durant la seva infància va ser un prometedor ciclista, encara que finalment es va decantar per la pràctica del futbol. Imaz va destacar com un futbolista de lluita i entrega, encarregat principalment de destruir el joc de l'equip contrari en el centre del camp.
Va començar la seva carrera de forma prometedora arribant a ser demanat a debutar amb la selecció espanyola quan tenia només 21 anys. Va ser una peça important en la Reial Societat de principis dels anys 90. No obstant això, posteriorment la seva carrera es va anar desunflant, especialment després de fitxar per l'Athletic Club de Bilbao el 1998, equip on el seu pas tot just va deixar petjada.
Jugador del planter de la Reial Societat de Futbol, va passar per les categories inferiors del club fins a arribar a la primera plantilla de la Reial Societat el 1991. Va debutar en la Primera divisió espanyola als pocs dies de complir 20 anys en un partit contra el Reial Saragossa. Va pertànyer a la mateixa generació que Bittor Alkiza, Luis Pérez o Imanol Alguacil, jugadors del planter realista que van debutar alhora en el primer equip de la Real. Imaz va romandre durant 7 temporades en la Reial Societat, jugant un total de 197 partits en la Primera divisió espanyola, 221 partits en total en la Reial Societat i marcant 7 gols en Lliga. Durant aquestes temporades va ser una peça important del club, jugant una mitjana de 28 partits a l'any i sent titular habitual en el lloc de mig centre. Solament en la temporada 1996-97 va ser habitualment apartat de la titularitat i utilitzat com primer recanvi dels migcampistes titulars. Durant els seus anys com realista va obtenir com a resultats més destacats un 5é lloc en Lliga en la temporada del seu debut, que va valdre a la Reial Societat un lloc en la Copa de la UEFA i finalment el 3r lloc en la seva última campanya com realista (1997-98), que va classificar el club per la UEFA.
El 1998 finalitzava el seu contracte amb la Reial Societat i Imaz va optar per no renovar-lo i amb la carta de llibertat a la mà, va marxar a l'Athletic Club de Bilbao, club veí i màxim rival de la Reial Societat. No obstant això, a Bilbao, Imaz va jugar poc jugar en els quatre anys que va romandre en aquest club. Va començar sent titular en els primers partits de 1998, però aviat va caure de l'equip. En la seva segona temporada tot just va disputar 13 partits, la majoria d'ells com a suplent. En el seu tercer any, la seva presència en l'equip va ser testimonial, jugant tot just 25 minuts en Lliga durant tota la temporada. En la seva última temporada de contracte, 2001-02, no va entrar dintre dels plans de l'equip; però finalment va optar per quedar-se en ell i esgotar el seu últim any com futbolista sense jugar un sol minut en Lliga. En total va romandre 4 temporades a l'Athletic, va jugar 28 partits de Lliga i va marcar un gol.
Va penjar les botes el 2002 amb 31 anys després d'haver passat la seva darrera temporada en blanc. Després de la seva retirada, Imaz s'ha ficat en el món de la política. Ha estat durant la legislatura 2003-2007, el regidor d'esports de l'ajuntament de Tolosa pel PNB. Apareix en certes ocasions en mítings d'aquest partit i en actes a favor de l'oficialitat de les seleccions basques. Després de deixar el seu càrrec en 2007 ha anunciat que en els pròxims temps es mantindrà allunyat de la política.

### Selecció
Ha disputat 4 partits amistosos amb la selecció basca.
També ha estat internacional amb la selecció espanyola en una ocasió. Va ser convocat pel tècnic Javier Clemente per a la disputa a Las Palmas d'un amistós contra Mèxic el 27 de gener de 1993, que es va saldar amb empat a 1. Va jugar el partit complet i no va marcar cap gol.